# Catedral de Moyobamba
La Catedral de Moyobamba (también conocida como Catedral de Santiago Apóstol) es la principal iglesia de la Prelatura de Moyobamba y de la Región de San Martín, se encuentra en el Centro de Moyobamba. 

## Ubicación en la ciudad
La catedral de Moyobamba ocupa el lado norte de la Plaza de Armas de Moyobamba, en el Jirón Callao, esquina con Pedro Canga. Antiguamente ocupaba el lado nor-este de la plaza, donde era su ubicación real, pero por el terremoto que azotó la ciudad se construyó en la ubicación actual, y en la antigua catedral se construyó un monumento dedicado al Sagrado Corazón de Jesús.

## Reliquias
La catedral de Moyobamba cuenta con 1 reliquia, la cual son los restos del Beato José Polo Benito, que fue traído desde Toledo (España) y descansa bajo el altar mayor de la Catedral.

## Descripción de su interior
Originalmente sus altares eran de estilo barroco, siendo sustituidos algunos de ellos por altares neoclásicos. La sillería del coro si bien presenta tradición renacentista posee una disposición ecléctica.

### Naves
La catedral de Moyobamba tiene dos naves longitudinales donde abren las capillas laterales. En las naves laterales se observan cuadros de gran formato del Vía Crucis. Recientemente se colocaron en las ventanas doce imágenes alusivas a los doce Apóstoles y a la vez a los doce artículos de fe del Credo de los Apóstoles.
También se puede observar diversas imágenes y estatuas de santos, entre las cuales podemos destacar:
- Imagen de la Virgen de Guadalupe
- Santa Rosa de Lima
- San Martín de Porres
- San Juan Bautista
- Santa Ana

### Capillas

#### Capilla del Santísimo
En la nave izquierda podemos ver, en la primera capilla, la capilla del Santísimo. Allí se conserva una hermosa imagen del Sagrado Corazón de Jesús, es un lugar en donde día a día se hace la exposición al santísimo.
En la actualidad, la capilla solo se utiliza para reuniones de carácter oficiales, para la exposición del santísimo y misas privadas, antes de la remodelación, se utilizaba para misas ordinales, matrimonios, bautismos y reuniones, el cual fue remplazado por la Capilla Bautismal.

#### Capilla Bautismal
La siguiente capilla es la Capilla Bautismal, en la cual se hacen los bautismos de manera ordinaria y extraordinaria, contiene una pequeña poza donde se hacen los bautismos.

### Grandes sismos soportados por la catedral

#### Primer terremoto
El 29 de mayo de 1990, la catedral y la casa prelatica sufrieron unos efectos destructivos totales. Ahora bien, del conjunto de lo que había sido los edificios de la sede prelatica, solo quedó en pie la capilla donde fueron depositados los restos mortales de monseñor Elorza. El hecho suscrito una admiración general. Dada que toda la historia reciente de Moyobamba quedaba liquida. Solo desafiaba el tiempo y la historia del sepulcro de monseñor Elorza. Cuando en 1998 se reconstruyó la Catedral en un lugar poco diferente del anterior emplazamiento, la capilla de los restos de Mons. Elorza quedó como un cuerpo de edificio exento que tenía el aspecto de una capilla construida ad hoc en memoria de monseñor Elorza